# Sulla cupola di San Pietro
Sulla cupola di San Pietro è un film documentario del 1945 diretto da Alessandro Blasetti.